# Itaparica
Itaparica è un comune del Brasile nello Stato di Bahia, parte della mesoregione Metropolitana de Salvador e della microregione di Salvador. Si trova nell'omonima isola, la maggiore delle 36 presenti all´interno della Bahia de Todos os Santos, nello Stato di Bahia.

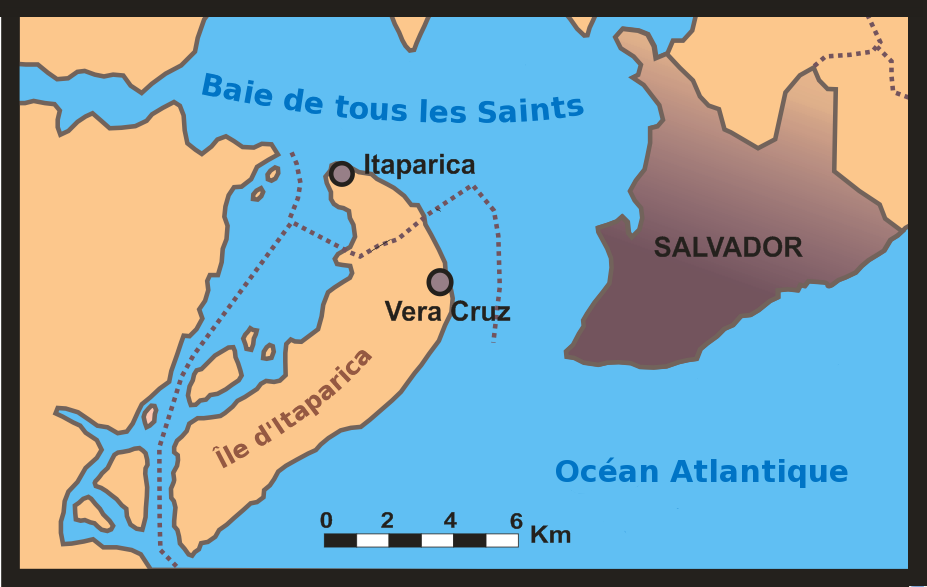
L'isola di Itaparica suddivisa in due comuni: Itaparica e Vera Cruz

## Caratteristiche generali
L'isola ha una superficie di 246,68 km²con una popolazione di 55.902 abitanti (stima 2005) che durante i mesi estivi di grande afflusso turistico (gennaio-febbraio) raggiunge i 70.000 circa
Il clima è tipico tropicale. Durante la stagione delle piogge (maggio- giugno) la temperatura minima scende raramente ai 20 °C.
Dal punto di vista amministrativo è suddivisa in due comuni: comune di Itaparica di 85 km² e comune di Vera Cruz di 161,68 km².
Nella prima metà del secolo XIX vi si è installata una comunità di rifugiati denominata quilombo, costituita da negri evasi dalla schiavitù, che hanno mantenuto usanze e tradizioni legate alla loro origine africana.
La copertura vegetale è costituita da vaste aree di foresta tropicale atlantica e coltivazioni arboree con prevalenza di cocco e mango. Nel litorale occidentale dell´isola sono presenti consistenti aree occupate da foreste di mangrovia costituenti un ecosistema denominato Pantanal Bahiano. La costa orientale, protetta per oltre il 50% della sua estensione da barriera corallina, è caratterizzata da spiagge ampie di facile accesso e ben attrezzate.
Le attività principali sono: servizi, commercio, pesca, maricultura, turismo e agricoltura (cocco).

## Infrastrutture e trasporti
L'isola è collegata alla capitale Salvador da un servizio di ferry-boat per il trasporto di veicoli e passeggeri, (50 minuti) di e da catamarani (30 minuti) con attracco presso il quartiere di Sao Joaquim in Salvador e Bom Despacho sull'isola di Itaparica.
Imbarcazioni di media stazza (35 minuti) per solo trasporto passeggeri esercitano la traversata tra il molo della stazione marittima presso il Mercado Modelo e l'attracco di Mar Grande. L'estremità sud-occidentale dell'isola è collegata al continente dal ponte "do Funil" (400 m).
È in avanzato stato di progetto la costruzione di un secondo ponte che dovrebbe unire Salvador all'isola.
Vi è insediato un aeroporto (Aeroclub da Bahia) con una pista in asfalto della lunghezza di 1.400 metri. L'aeroclub è altresì sede del club Skydiving per la pratica del paracadutismo sportivo.
Esistono vari aerotaxi che fanno servizio di collegamento con l'aeroporto Dois de Julho di Salvador.